# Sana Klinik Laupheim
Die Sana Klinik Laupheim, früher Kreisklinik Laupheim, war bis Oktober 2021 ein Akutkrankenhaus in Laupheim, Baden-Württemberg, in der Trägerschaft der Sana Kliniken Landkreis Biberach GmbH. Mit der Inbetriebnahme des neuen Zentralkrankenhauses in Biberach am 11. September 2021 wurde ein neues medizinisches Konzept in Laupheim umgesetzt und im Zuge dessen ein Zentrum für Älterenmedizin in Betrieb genommen, das zum 24. Dezember 2022 geschlossen wurde.

## Geschichte
Am 22. November 1876 wurde in Laupheim das Bezirkskrankenhaus des Oberamtes Laupheim eröffnet.
Ab 2010 diskutierte der damalige Träger Kliniken Landkreis Biberach verschiedene Modelle für die Zukunft des Hauses. Am 13. Februar 2012 versammelten sich auf dem Rathausplatz in Laupheim mehr als 1.000 Bürger, um für den Erhalt des Laupheimer Krankenhauses zu demonstrieren.
Ab 2013 befand sich das Haus in der Trägerschaft der Sana Kliniken Landkreis Biberach GmbH. Mit der Übernahme der Kliniken Landkreis Biberach, zu der die Kreisklinik Laupheim gehörte, wurde seitens der Sana Kliniken ein neues Medizinkonzept zur Neustrukturierung der Gesundheitsversorgung im Landkreis vorgestellt. Die ursprüngliche Planung sah den Neubau eines Gesundheitszentrums vor und basierte auf vier Säulen: niedergelassenen Ärzten, medizinnahen Einrichtungen und therapeutischen Praxen, dem klinischen Bereich der ZÄLB sowie dem Wohnparkkonzept der St. Elisabeth-Stiftung. Dieses regionale Versorgungskonzept beinhaltete einen klinischen Bereich, abgedeckt mit der "Zentrum für Älterenmedizin im Landkreis Biberach GmbH" (ZÄLB). Die ZÄLB wurde am 25. Juni 2020 von der Sana Kliniken Landkreis Biberach GmbH, dem Landkreis Biberach und der Stadt Laupheim gegründet. 
Dieses Konzept zerschlug sich im März 2021 nach dem Rückzug der St. Elisabeth-Stiftung aus dem Projekt. Danach konnte der Neubau, das Wohnparkkonzept sowie das Ärztehaus nicht wie ursprünglich geplant realisiert werden. So nahm im Oktober 2021 die ZÄLB unter der alleiniger Trägerschaft der Sana Kliniken Landkreis Biberach GmbH im Bestandsgebäude der ehemaligen Laupheimer Kliniken den Betrieb auf. Ziel war die Bündelung altersmedizinischer Kompetenzbereiche. Die Einrichtung bestand aus einer akut-stationären internistischen Fachabteilung einschließlich internistischer Notaufnahme sowie einer Klinik für geriatrische Rehabilitation mit Akutgeriatrie. Mit der Eröffnung des neuen Biberacher Zentralkrankenhauses im September 2021 wurde die chirurgische Notfallversorgung in Laupheim eingestellt.
Im Oktober 2022 informierte der Regionalgeschäftsführer der Sana Kliniken AG Andreas Ruland darüber, dass das Zentrum für Älterenmedizin zum Jahresende 2022 geschlossen wird. Die Sana Kliniken AG begründet die Entscheidung mit der mangelnden Wirtschaftlichkeit des Standorts. Das Defizit des Standorts Laupheim betrage im Jahr 2022 fast zwei Millionen Euro. Eine positive Entwicklung des stationären Betriebs sei nicht zu erwarten. Zudem sei die Auslastung geringer als geplant gewesen, weshalb das ursprünglich geplante Konzept nicht umgesetzt werden konnte. So konnten von ursprünglich 80 geplanten Betten nur 56 in Betrieb genommen werden, davon waren im Schnitt nur 36 belegt.
Nach der Schließung der Klinik gehen die Klinikgebäude in den Besitz des Landkreises Biberach über.

## Einrichtung
2015 verfügte die damalige Sana Klinik Laupheim über 76 Betten. Die vollstationäre Fallzahl betrug 3.265, die ambulante Fallzahl 23.173.
Die Sana Klinik Laupheim hatte bis zur Schließung im Oktober 2021 folgende Kliniken und Abteilungen:
- Klinik für Chirurgie
- Medizinische Klinik
- Zentrum für Anästhesiologie
- Notaufnahme
- OP-Abteilung
- Klinik für Orthopädie, Unfallchirurgie und Sporttraumatologie
- Physiotherapie
- Röntgenabteilung